# Sindrome di Cowden
La sindrome di Cowden è una rara malattia ereditaria, autosomica dominante. Fu descritta per la prima volta nel 1963 e prese il nome dalla prima famiglia nella quale la sindrome fu studiata.

## Epidemiologia
La prevalenza è stimata in 1/200 000 persone.

## Eziologia
La sindrome di Cowden è associata a mutazioni germinali del gene oncosoppressore PTEN, situato nel Cromosoma 10 nel locus 10q23.2
La funzione di PTEN è quella di inibire i processi della via PI3K/Akt/mTOR, che porta a proliferazione cellulare, attraverso defosforilazione del fostatidil-inositolo trifosfato (PIP3) a fostatidil-inositolo bisfosfato (PIP2).

## Manifestazioni cliniche
La sindrome si presenta con manifestazioni cliniche multiple, a carico di:
- cute: il 90-100% dei pazienti ha lesioni quali papule soprattutto del capo, trichilemmomi, cheratosi delle estremità;
- mucose: l'85% presenta papule anche sulla lingua, che realizzano talvolta l'aspetto di "lingua scrotale";
- tiroide: (60%) gozzo, adenoma, carcinoma:
- mammella: (35%) mastopatia, fibroadenoma, carcinoma;
- tubo digerente: (30-40%) polipi gastrointestinali di tipo amartomatoso, la cui degenerazione maligna è rara se non eccezionale;
- apparato genitale femminile: (40%) disturbi del ciclo mestruale, tumori.

Possono manifestarsi lesioni dismorfiche del palato (palato ogivale) e anomalie delle estremità. Sono inoltre presenti in alcuni casi tumori non epiteliali quali lipomi, fibromi, neurofibromi, ganglioneuromi.
La prognosi è grave, soprattutto in relazione al rischio di tumori mammari e tiroidei rispettivamente del 25-50% e 3-10%.
A tale scopo devono essere effettuati controlli periodici a partire dall'adolescenza per identificare precocemente la comparsa di neoplasie.

### Anatomia patologica
I polipi amartomatosi gastrointestinali sono multipli, multilobulati, con un singolo peduncolo, architettura istologica cupoliforme o digitiforme, cripte ramificate, infiltrato infiammatorio.